# ネオン警察 女は夜の匂い
『ネオン警察 女は夜の匂い』（ネオンけいさつ おんなはよるのにおい）は、1970年12月5日に公開された日本映画である。監督は野村孝、主演は小林旭。「ネオン警察」シリーズの第2作、製作は日活。配給はダイニチ映配。

## 概要
「ジャックの刺青」の異名を持つ花村勇治が、都市開発計画をめぐって激化する暴力団同士の抗争とその裏の陰謀に挑むアクション活劇。

## キャスト
- 花村勇治：小林旭
- 結城元：内田良平
- 松村：須賀不二男
- 中川：小松方正
- 宮園圭子：牧紀子
- 春江：藤江リカ
- オサム：沖雅也
- 沼健：三田村元
- 歌手：日吉ミミ（ビクター・レコード）
- ヒトミ：牧まさみ
- 愛子：青木伸子
- サブ：前野霜一郎
- マスター：玉村駿太郎
- 北川：久遠利三
- 弘松三郎
- 岩上：長弘
- タクシー運転手：紀原土耕
- 平塚仁郎
- ジロー：庄司三郎
- 高橋明
- 溝口拳
- カード師：小林亘
- 早苗：西原泰江
- 大前田武
- 谷口芳昭
- 青木敏夫
- 高本一夫
- 佐藤了一
- 森正親

日活公式サイトの作品紹介ページでは、以下の人物もキャスト扱いで記載されている。
- カード指導：村上正洋
- 刺青：河野光揚
- 技斗（殺陣）：高瀬将敏

## スタッフ
- 監督：野村孝
- 脚本：小川英
- 音楽：小杉太一郎
- 撮影：峰重義
- 照明：三尾三郎
- 録音：秋野能伸
- 美術：松井敏行
- 編集：辻井正則
- 助監督：山口清一郎
- 製作主任：松田文夫
- スクリプター：津田ノリ子
- 色彩計測：水野尾信正、東洋現像所

## 楽曲
主題歌
「ついて来るかい」
作詩作曲：遠藤実 / 唄：小林旭 / レーベル：クラウンレコード
挿入歌
「男と女の数え唄」
作詩：橋本淳 / 作曲：中村泰士 / 唄：日吉ミミ / レーベル：ビクターレコード
「男と女のお話」
作詩：久仁京介 / 作曲：水島正和 / 唄：日吉ミミ

## 併映作品
- 『皆殺しのスキャット』: 森一生監督